# Paul Bogart
Paul Bogart (Nova York, Nova York, 21 de novembre de 1919 − Chapel Hill, Carolina del Nord, 15 d'abril de 2012) va ser un director, productor i guionista estatunidenc.

## Filmografia[3]

### Director
- 1956: The Kaiser Aluminum Hour (sèrie TV)
- 1957: Pinocchio (TV)
- 1958: Hansel and Gretel (TV)
- 1958: Brains & Brawn (sèrie TV)
- 1959: Ten Little Indians (TV)
- 1961: Kraft Mystery Theater (sèrie TV)
- 1966: The Three Sisters
- 1966: Evening Primrose (TV)
- 1966: An Enemy of the People (TV)
- 1967: Mark Twain Tonight! (TV)
- 1967: Johnny Belinda (TV)
- 1968: Kiss Me Kate (TV)
- 1969: Marlowe, un detectiu molt privat (Marlowe)
- 1970: Aules rebels (Halls of Anger)
- 1971: In Search of America (TV)
- 1971: Joc brut (Skin Game)
- 1972: Look Homeward, Angel (TV)
- 1972: Anul·leu la meva reserva (Cancel My Reservation)
- 1972: The House Without a Christmas Tree (TV)
- 1973: El curs del 44 (Class of ‘44)
- 1973: The Thanksgiving Treasure (TV)
- 1974: Double Solitaire (TV)
- 1974: The Country Girl (TV)
- 1974: Tell Me Where It Hurts (TV)
- 1974: A Memory of Two Mondays (TV)
- 1975: Mr. Ricco
- 1975: Winner Take All (TV)
- 1975: The Easter Promise (TV)
- 1976: The Dumplings (sèrie TV)
- 1976: Alice (sèrie TV)
- 1976: The War Widow (TV)
- 1979: You Can't Take It with You (TV)
- 1980: Fun and Games (TV)
- 1982: The Shady Hill Kidnapping (TV)
- 1982: Weekend (TV)
- 1984: Oh, God! You Devil
- 1986: El fantasma de Canterville (The Canterville Ghost) (TV)
- 1987: Nutcracker: Money, Madness & Murder (fulletó TV)
- 1987: Tales from the Hollywood Hills: Natica Jackson (TV)
- 1988: Torch Song Trilogy
- 1990: Bagdad Cafe (sèrie TV)
- 1992: Broadway Bound (TV)
- 1992: The Last Mile (TV)
- 1994: The Gift of Love (TV)
- 1995: The Heidi Chronicles (TV)

### Productor
- 1973: Class of ‘44
- 1976: The Adams Chronicles (fulletó TV)
- 1979: You Can't Take It with You (TV)

### Guionista
- 1979: You Can't Take It with You (TV)